# Bulinus transversalis
Bulinus transversalis é uma espécie de gastrópode da família Planorbidae.
Pode ser encontrada nos seguintes países: Quénia e Uganda.